# توم تايلور (لاعب كريكت)
توم تايلور (21 ديسمبر 1994 في المملكة المتحدة - ) (بالإنجليزية: Tom Taylor)‏ هو لاعب كريكت بريطاني. لعب مع نادي مقاطعة ديربيشاير للكريكت ‏ ونادي مقاطعة ليسترشاير للكريكت ‏.

## وصلات خارجية
- توم تايلور على موقع إي آس بي آن كريك إنفو (الإنجليزية)